# Zemianske Sady
Zemianske Sady (bis 1948 slowakisch „Zemianska Kerť“ – bis 1927 „Nemeš Kerť“ oder „Nemeš Kurť“; ungarisch Nemeskürt – bis 1877 Nemeskürth) ist eine Gemeinde im Westen der Slowakei mit 852 Einwohnern (Stand 31. Dezember 2024), die zum Okres Galanta, einem Teil des Trnavský kraj, gehört.

## Geographie

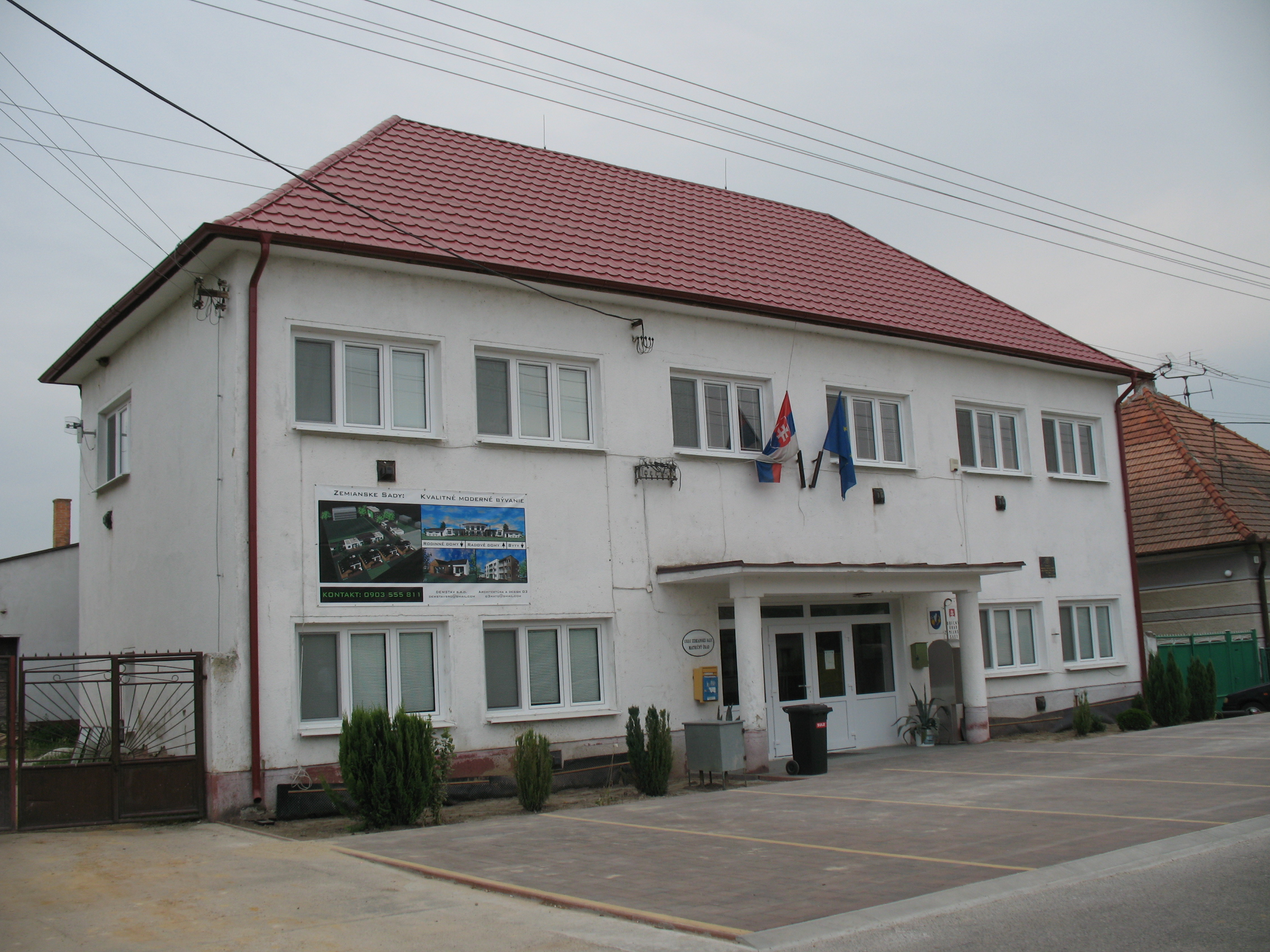
Sitz der Gemeindeverwaltung

Die Gemeinde befindet sich im slowakischen Donautiefland am südwestlichen Rand von dessen Teil Nitrianska pahorkatina (Neutraer Hügelland). Innerhalb dieser Region liegt sie im sanften Tal des Baches Jarčie. Das Ortszentrum liegt auf einer Höhe von 150 m n.m. und ist 14 Kilometer von Hlohovec, 15 Kilometer von Sereď sowie 23 Kilometer von Galanta entfernt.
Nachbargemeinden sind Šalgočka im Norden, Sasinkovo im Nordosten, Rumanová im Osten, Pusté Sady im Süden, Vinohrady nad Váhom im Westen und Dvorníky im Nordwesten.

## Geschichte

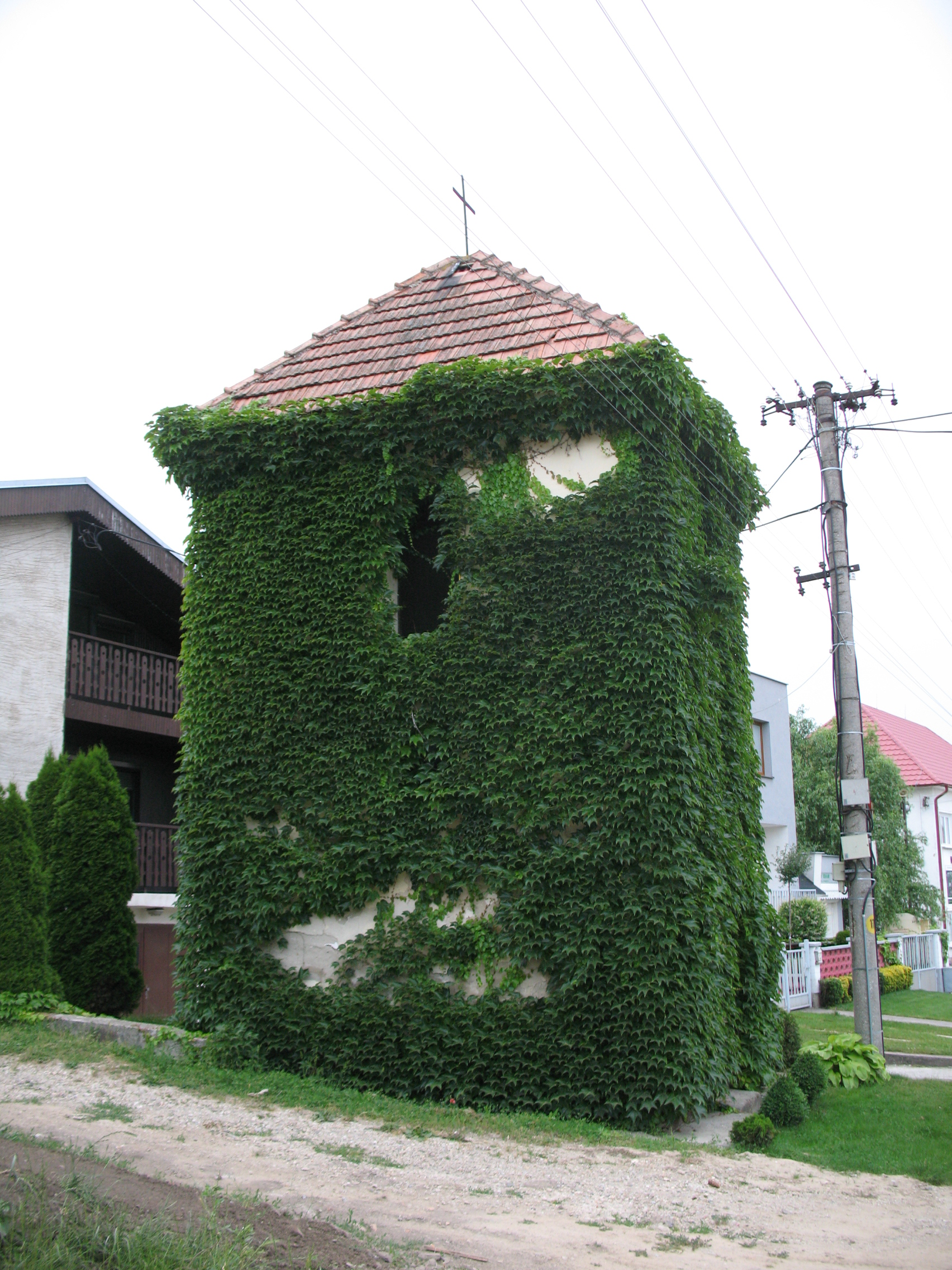
Glockenturm

Auf dem Gemeindegebiet gibt es Überreste einer Siedlung der Bronzezeit, sowie archäologische Funde der Hallstatt-, Latène- und Römerzeit.
Der Ort wurde zum ersten Mal 1156 als Kurt schriftlich erwähnt und war damals Ort königlicher Trompeter im Herrschaftsgut der Burg Schintau. Ab dem 14. Jahrhundert gehörte das Dorf Geschlechtern wie Rozgony, Pográny, Thurzo und Esterházy. 1598 wurde der Ort im Zuge einer Schlacht zwischen den Türken und der kaiserlichen Armee verwüstet. 1715 wohnten insgesamt 19 Haushalte im Ort. Haupteinnahmequellen der Einwohner waren Landwirtschaft und Weinbau.
Bis 1918 gehörte der im Komitat Neutra liegende Ort zum Königreich Ungarn und kam danach zur Tschechoslowakei beziehungsweise heute Slowakei.

## Bevölkerung
| Jahr                | 1994 | 2004    | 2014    | 2024    |
| ------------------- | ---- | ------- | ------- | ------- |
| Anzahl der Personen | 852  | 880     | 859     | 852     |
| Unterschied         |      | +3,28 % | −2,38 % | −0,81 % |

| Jahr                | 2023 | 2024    |
| ------------------- | ---- | ------- |
| Anzahl der Personen | 849  | 852     |
| Unterschied         |      | +0,35 % |

Gemäß der Volkszählung 2011 wohnten in Zemianske Sady 858 Einwohner, davon 839 Slowaken, jeweils drei Magyaren und Russinen, zwei Tschechen und ein Roma. Sieben Einwohner gaben eine andere Ethnie an und drei Einwohner machten keine Angabe. 725 Einwohner bekannten sich zur römisch-katholischen Kirche, 14 Einwohner zur evangelischen Kirche A. B., drei Einwohner zur griechisch-katholischen Kirche, zwei Einwohner zur orthodoxen Kirche und jeweils ein Einwohner zur Bahai-Religion, zur evangelisch-methodistischen Kirche, zur reformierten Kirche sowie zur tschechoslowakischen hussitischen Kirche; drei Einwohner bekannten sich zu einer anderen Konfession. 71 Einwohner waren konfessionslos und bei 36 Einwohnern ist die Konfession nicht ermittelt.

## Bauwerke
- römisch-katholische Kirche Maria vom Rosenkranz aus dem Jahr 2000
- Glockenturm